# Burgberg (Frankenhardt)
Der Burgberg ist mit 534,8 m ü. NHN eine markante Erhebung im Naturraum Schwäbisch-Fränkische Waldberge. Er liegt bei Oberspeltach im baden-württembergischen Landkreis Schwäbisch Hall. Auf dem Berg steht der Burgbergturm.

## Geographie

### Lage
Der Burgberg erhebt sich im Gebiet der Gemeinde Frankenhardt im Norden der Schwäbisch-Fränkischen Waldberge; die Gemeindegrenze verläuft am Nordfuß sowie an der Kaiserlinde am Ostfuß vorbei zur Stadt Crailsheim. Sein Gipfel liegt 1,9 km nordnordwestlich des Frankenhardter Dorfes Oberspeltach. Nördlich entspringt der Herrenbach, ein Zufluss der Maulach, und südwestlich vorbei fließt der Lanzenbach, der linke Oberlauf der Speltach.

### Naturräumliche Zuordnung
Der Burgberg gehört in der naturräumlichen Haupteinheitengruppe Schwäbisches Keuper-Lias-Land (Nr. 10), in der Haupteinheit Schwäbisch-Fränkische Waldberge (108) und in der Untereinheit Ellwanger Berge und Randhöhen (108.7) zum Naturraum Burgberg-Vorhöhen und Speltachbucht (108.71); er ist Mitnamensgeber des Letzteren. Die Landschaft leitet nach Nordwesten und Norden in den Naturraum Haller Ebene (127.40) über, der in der Haupteinheitengruppe Neckar- und Tauber-Gäuplatten (12) und in der Haupteinheit Hohenloher und Haller Ebene (127) zur Untereinheit Mittlere Hohenloher Ebene (127.4) zählt. Nach Nordosten leitet sie in die Untereinheit Crailsheimer Bucht (127.6) über.

## Geologie, Landschaftsgestalt
Die längliche, ebene und offene Verebnung auf dem Burgberg ist eine Schilfsandstein-Hochfläche der Stuttgart-Formation. Die überwiegend waldfreien Hänge der Kuppe erheben sich inmitten des ausgedehnten Burgbergwaldes, eines etwa 9 km² großen Waldgebiets mit ein paar kleinen Seen.

## Landschaftsschutzgebiet
1988 wurde auf dem Burgberg das 16,7 ha große Landschaftsschutzgebiet Burgberg (1.27.060) ausgewiesen, das auch als Schonwald klassifiziert ist. Schutzzweck ist „die Erhaltung des typischen Charakters der landschaftlich und vorgeschichtlich bedeutsamen Burgbergkuppe mit ihrer Umgebung, insbesondere auch der Obstbaumwiesen auf der Gipfelfläche und an den Hängen sowie des Laubwaldsaumes um die offene Wiesen- und Ackerflur und der vorgeschichtlichen Ringanlagen“.

## Geschichte
- In der Keltenzeit wurde auf dem Berg eine Ringwallanlage errichtet; der Burgstall Burgberg ist im Geländeprofil des Hangs gut zu erkennen.
- Mitte des 15. Jahrhunderts kam eine bis 1521 durchgeführte Marienwallfahrt auf, nachdem ein Hirte eine Quelle entdeckt hatte.
- 1465: Grundsteinlegung zum Bau einer Marienkapelle (erstmals 1473 urkundlich belegt), an der von 1499 bis 1534 ein Kaplan tätig war. Für die Wallfahrer wurde ein Gast- und Badhaus errichtet.
- Um 1700: Abriss der baufälligen Kapelle
- 1629: Bau eines Brunnens auf dem Burgberg
- 1748: Bau eines Försterhauses
- 1885: Bau des ersten Burgbergturms
- Pfingsten 1932: Eröffnung eines Wanderheims im Forsthaus auf dem Burgberg. Es wurde im Zweiten Weltkrieg teilweise vom Fliegerhorst Crailsheim belegt.
- April 1945: Das Forsthaus wird von Brandbomben getroffen und brennt völlig ab.
- 1955: Das Landesvermessungsamt Baden-Württemberg errichtet auf dem Berg ein 16 Meter hohes, hölzernes Vermessungssignal, das als provisorische Aussichtswarte dient.

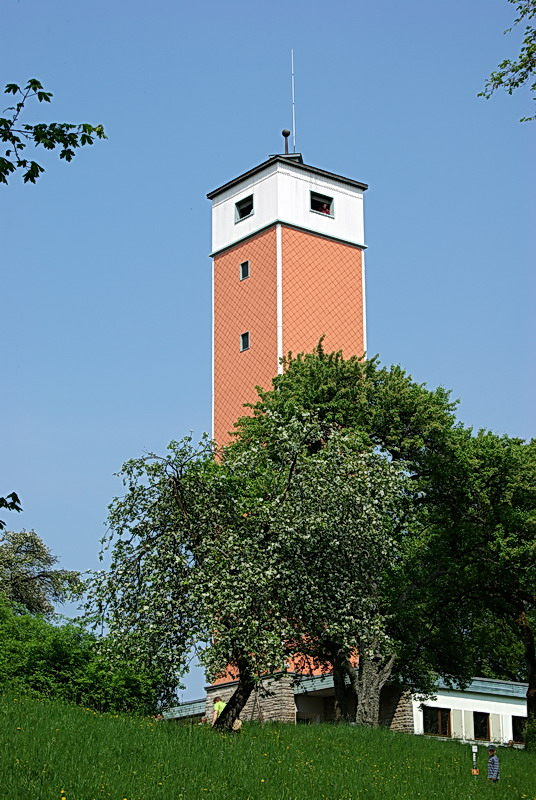
Burgbergturm

- 1960/61: Bau des heutigen Burgbergturms
- 1976: Inbetriebnahme der an den Turm angebauten Gaststätte

## Burgbergturm
Auf dem Burgberg wurde 1885 der erste Burgbergturm erbaut. Der heutige Turm des Schwäbischen Albvereins stammt von 1960/1961 und ist 28 m hoch. Angebaut ist eine nur sonn- und feiertags geöffnete Gaststätte, und es gibt einen überdachten, aber zugigen Rastplatz, der Spielplatz wurde 2019 erneuert. Von der Aussichtsplattform bietet sich der Rundumblick zu den Limpurger Bergen, der Hohenloher Ebene, der Frankenhöhe und den Ellwanger Bergen; bei guten Sichtbedingungen sind der Odenwald, der Steigerwald und die Schwäbische Alb zu sehen.

## Verkehr und Wandern
Auf dem Burgberg laufen vier Wanderwege zusammen. Unter anderem wird er vom Main-Donau-Bodensee-Weg, dem Hauptwanderweg 4 (HW 4) des Schwäbischen Albvereins, und einem Jakobsweg passiert. Ein Radwegring umrundet ihn.

## Sonstiges
Nach dem Burgberg ist der Burgberg-Tauber-Gau des Schwäbischen Albvereins benannt.
Wenige hundert Meter vom Burgberggipfel entfernt, im Crailsheimer Teil des Burgbergwaldes, ist für den Jahreswechsel 2019/2020 die Inbetriebnahme von vier Windkraftanlagen mit einer Höhe von etwa 230 m geplant. Im Februar 2019 begannen die Baumfäll- und Bauarbeiten. Ein Anwohner und die Bürgerinitiative Genie (= Gegen Nachhaltig Ineffiziente Energie) haben beim Land Petionen gegen den Windpark eingereicht. Sie sorgen sich um Lärmbelästigung sowie den Natur- und Landschaftsschutz.